# The Sandman Universe
The Sandman Universe es una línea de cómics estadounidenses publicados por DC Comics bajo sus sellos DC Vertigo y DC Black Label . La línea se lanzó para celebrar el 30 aniversario de The Sandman de Neil Gaiman (1989–1996) y el 25 aniversario de Vertigo. The Sandman Universe comenzó en agosto de 2018, con un one-shot homónimo, al que siguieron cuatro series en curso : House of Whispers, Lucifer, Books of Magic y The Dreaming . En 2019 se añadió la serie John Constantine: Hellblazer, y en 2022, Dead Boy Detectives. Cada cómic es supervisado por Gaiman pero escrito por nuevos equipos creativos.
En España son publicados por ECC Ediciones.

## Concepción y desarrollo
The Sandman Universe celebra el 30.° aniversario de The Sandman  de DC Comics y el 25.° aniversario del lanzamiento del sello DC Vertigo . La línea fue concebida y supervisada por el creador de la serie, Neil Gaiman, pero producida por nuevos equipos creativos. The Sandman Universe expande la parte de The Sandman del Universo DC usando nuevos personajes y conceptos. La línea fue anunciada por Entertainment Weekly en marzo de 2018 y estuvo acompañada de un tráiler con Gaiman. Se lanzó con el one-shot The Sandman Universe # 1 el 8 de agosto de 2018, y la otra serie siguió en fechas posteriores. 
Cuando se le preguntó por qué regresó a The Sandman, Gaiman dijo que comenzó a sentirse culpable porque casi nadie había podido regresar a la serie desde su conclusión y le gustó la idea de revivirla, así como dejar que los nuevos escritores jugaran con sus "juguetes". ". Gaiman reunió al equipo de redacción de la línea con el equipo editorial de Vertigo. Ambas partes sugirieron escritores que pensaron que serían buenos para las nuevas historias de Sandman . Luego, Gaiman leyó las muestras de los escritores y decidió si eran competentes o no. Elegir escritores también implicó decidir qué cómic se adaptaba mejor a qué escritor. Gaiman citó el trabajo de ciencia ficción de Nalo Hopkinson como una influencia para asignarla a House of Whispers . Gaiman eligió a Kat Howard, con quien ha trabajado durante varios años, para reiniciar The Books of Magic debido a su manejo de la magia en sus historias, y a Dan Watters para escribir Lucifer porque estaba preparado para el desafío de recrear al personaje. A ellos se unen Simon Spurrier y Pornsak Pichetshote a los guiones de John Constatine y Dead Boy Detectives respectivamente. 

## Títulos
The Sandman Universe comenzó con un one-shot titular lanzado en agosto de 2018. Retoma después de los eventos del evento cruzado Dark Nights: Metal de DC 2017-2018. Dream ha desaparecido desde la conclusión de Metal, lo que lleva al caos en su tierra natal de Dreaming . Cada serie de Sandman Universe sigue un hilo de historia introducido en el one-shot.

## Recepción
Según el agregador de reseñas Comic Book Roundup, la línea tiene una calificación promedio de 8.9/10 basada en 20 reseñas.